# Антиугорські настрої
Антиугорські настрої (також відомі як мадярофобія,    або антимадяризм  ) — це неприязнь, недовіра, расизм або ксенофобія, спрямовані проти угорців . Може включати ненависть, образи, недовіру, залякування, страх і ворожість до угорського народу, мови та культури .

## Історія
Під час існування Угорсько-Хорватського королівства Боснію звинувачували в утриманні нібито катарського-антипапи Микити. Враховуючи, що Королівство Угорщина та Хорватія перебувало під сильним католицьким впливом, а Боснія мала децентралізовану церкву, Папа Гонорій III настояв на вторгненні в Боснію, щоб заспокоїти Микиту, тоді як Угорщина зможе включити Боснію під свій контроль.  Пізніше, у 1235 році, Угорщина за виправданням папи Григорія IX розпочала боснійський хрестовий похід, щоб підкорити Банатію.  Проте в 1241 році монголи вторглися в Угорщину, таким чином угорцям довелось повністю відмовившись від хрестового походу і повернутись до Угорщини, щоб підтримати свою армію у боротьбі проти монголів.  Тоді Боснія повернула свою раніше окуповану територію.  Цей конфлікт розпалював антиугорські настрої всередині держави, які тривали навіть після османського завоювання Боснії . 
В епоху австро-угорських монархії суд у Відні перебував під впливом угорофобії, але угорські дворяни-землевласники також виявляли ознаки германофобії .  У 18 столітті, після закінчення Війни за незалежність Ракоці, багато іммігрантів прибуло в малонаселені південні частини Угорського королівства: наприклад, було засновано 800 нових німецьких сіл.  Влада віддала перевагу неугорським поселенцям. Габсбурги вважали угорців «політично неблагонадійними», і, отже, їм не дозволялося селитися на південних територіях до 1740-х років.  Організоване переселення запланували Габсбурги. Політику переселення характеризували як антиугорську  , оскільки Габсбурги побоювалися повстання угорців-протестантів. 
Тисячі угорців були вбиті в Трансільванії  у дев'яти окремих інцидентах під час масових вбивств 1848–1849 років у Трансільванії, під час яких румуни також були вбиті . Ці події повторилися під час масових вбивств 1940–1944 років у Трансільванії, під час яких румуни вчинили кілька вбивств угорців, і навпаки.

## Сучасність
Меншини в Чехословаччині в 1918–1939 роках користувалися особистими свободами і належним чином визнавались державою. Існували три угорські та/або угорськоцентричні політичні партії:
- Угорсько-німецька соціал-демократична партія
- Угорська національна партія
- Губернська християнсько-соціалістична партія

Після Другої світової війни Чехословаччина стала комуністичною державою ; під час переходу до комуністичної однопартійної держави набули чинності декрети, які дозволяли примусове  виселення німецьких та угорських меншин з етнічних анклавів у Чехословаччині, а угорців примусово переселяли до колишньої Судетської області, на кордонах Чехії. Чехословацький уряд депортував понад 44 129 угорців зі Словаччини до Судетів на примусову роботу   у період з 1945 по 1948 рік , а декрети Бенеша залишаються юридично чинними в Чехії . 

### Словаччина
У Словаччині угорські та проугорські політичні партії є стабільною частиною політичної системи. Антиугорські настрої були особливо піддані критиці під час третього уряду Володимира Мечіара . У минулому так звана «карта угорців» використовувалася переважно Словацькою національною партією ( SNS )  проти надання особливого статусу угорській меншині; вона виступала за повну асиміляцію угорської меншини до словацького суспільства.  Він вважає, що угорці в Словаччині насправді є надпривілейованими.   Після кадрових змін у президії СНС відмовилася від подібної риторики і сформувала спільний уряд з проугорським Мостом у 2016 році.
Антиугорська риторика деяких ультраправих організацій у Словаччині ґрунтується на історичних стереотипах та конфліктах у спільній історії в інтерпретації з націоналістичних позицій та останніх подій.  У таких інтерпретаціях прихід старих угорських племен описується як окупація племенами варварів і сприяла знищенню Великої Моравії . Інші негативні настрої пов’язані з періодом мадяризації, політикою міжвоєнної Угорщини, співпрацею партій угорської меншини з угорським урядом проти Чехословаччини, Першим Віденським арбітражом та словацько-угорською війною .  Угорщину звинувачують у спробах підірвати територіальну цілісність Словаччини, а політиків місцевих меншин звинувачують в іредентизмі .  Проте антиугорські настрої не характерні навіть для всіх ультраправих організацій, і лідер Словацького братства наголосив на необхідності співпраці з угорськими ультраправими організаціями проти матеріалізму та мультикультуралізму . 
Жінки, словацькі чи ні, повинні були ставити словацький знак жіночого роду -ová (використовується для відмінювання жіночих імен) у кінці свого прізвища. 
Один інцидент етнічно мотивованого насильства проти угорців у Словаччині стався на футбольному матчі в Дунайській Стреді, коли словацька поліція сильно побила угорських вболівальників. 
Більшість та угорська меншість описують своє співіснування переважно мирним. Наприклад, у  опитуванні 2015 року 85,2% респондентів охарактеризували своє співіснування як хороше (63,6% досить добре, 21,6% дуже добре) і лише 7,6% як погане (6,3% досить погано, 1,3% дуже погано). 

### Румунія
У Румунії режим Чаушеску приділяв велику увагу стародавній історії Трансільванії .  Націонал-комунізм в Румунії змусив історичних особистостей Угорщини (таких як Янош Гуньяді або Дєрдь Дожа )   пройти румунізацію і стати центральними фігурами румунської історії. 